# Климпуш Василь Іванович
Климпуш Василь Іванович (* ?, смт. Ясіня, жупа Мармарош, Закарпаття, Угорське королівство — † ?) — один з перших на Закарпатті українських підприємців, один із керівників Гуцульської республіки у 1918 році.

## Життєпис

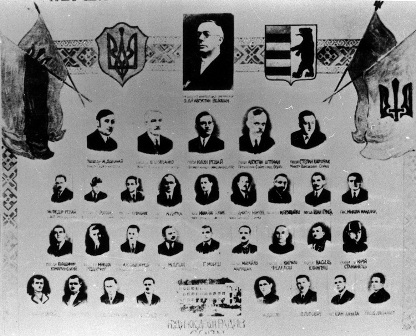
Посли Сойму Карпатської України.
По центру: Президент Карпатської України о. Августин Волошин; Перший ряд зліва направо: Микола Долинай, Юлій Бращайко, Юліян Ревай, Августин Штефан, Степан Клочурак; Другий ряд: Федір Ревай, Степан Росоха, Леонід Романюк, Августин Дутка, Михайло Тулик, Дмитро Німчук, Михайло Бращайко, Іван Грига, Микола Мандзюк; Третій ряд: Володимир Комаринський, Микола Різдорфер, Антон Ернест Олдофреді, Мілош Дрбал, Григорій Мойш, Михайло Марущак, Кирило Феделеш, Василь Климпуш, о. Юрій Станинець; Четвертий ряд: Василь Щобей, Іван Ігнатко, Юрій Пазуханич, Іван Перевузник, Адальберт Довбак, Петро Попович, Іван Качала, Василь Лацанич

Народився в багатодітній селянській сім'ї. Разом з братами займався підприємництвом у сфері сільського господарства та деревообробки. Брат Дмитра Климпуша — команданта Карпатської Січі.

### Громадська і політична діяльність
Разом із братами взяв активну участь у створенні Гуцульської республіки у 1918 р. 18 грудня 1918 р. виступав на з'їзді Мараморощини у Сигіті, де було обрано Сигітську Народну Раду (також мали слово Клочурак Степан  — Ясіня, Августин Штефан, Бращайко Михайло — Рахів, Йосипчук Василь — Великий Бичків). Воював із угорськими військами.
Згодом працював у рідному селі в суспільно-кооперативній ділянці: був членом Управи сільської Ради, організував читальню «Просвіти». Разом з братами він засновував кооперативи, Гуцульський Кооперативний Союз. Був одним із співосновників товариства «Січ» в Ясіню та його філій по інших гуцульських селах. Василь Климпуш також обіймав посади члена Управи для вирубування лісів та церковного куратора.
Від 23 січня 1938 р. у складі Українського Національного об'єднання.
Був у складі 22 послів на засіданні Сойму Карпатської України 15 березня 1939 року, під час якого проголошено незалежність Карпатської України. Входив до складу фінансової комісії.
Після радянської окупації Закарпаття був ув'язнений у таборі «Спаськ» Карагандинської області Казахстану, про що згадував відомий історик Ярослав Дашкевич